# Linia kolejowa Paris-Montparnasse – Brest
Linia kolejowa Paryż – Brest – francuska linia kolejowa o długości 622 km. Biegnie od Paryża przez Le Mans, Rennes do Brest w Bretanii. Wykorzystywana jest przez pociągi pasażerskie i towarowe.
Została wybudowana w kilku etapach między 1840 i 1865 rokiem.

## Przebieg
Linia rozpoczyna się na dworcu Paris-Montparnasse i w kierunku południowo-zachodnim przez pierwsze 3 km. Następnie skręca na zachód w Malakoff, omijając południowe dzielnice miasta Wersal. Ponownie kieruje się na południowy zachód aż do Maintenon, gdzie biegnie wzdłuż rzeki Eure mijając Chartres. W La Loupe opuszcza dolinę Eure w kierunku południowo-zachodnim, aż do doliny Huisne w Condé-sur-Huisne. Tam kieruje się do Le Mans, gdzie skręca na północny zachód. W Sillé-le-Guillaume kieruje się na zachód, przekraczając rzekę Mayenne w Laval.
Za Vitré, biegnie wzdłuż rzeki Vilaine do Rennes. Następnie kieruje się na północny zachód do Lamballe, gdzie skręca na zachód. Tuż przed Saint-Brieuc (w Yffiniac), osiąga wybrzeże kanału La Manche. Nadal biegnie na zachód przez Guingamp i Morlaix aż do Brest, w zatoce Oceanu Atlantyckiego.
Pociągi dużych prędkości TGV w kierunku Le Mans i dalej na zachód korzystają z LGV Atlantique między Paryżem i Connerré (20 km na wschód od Le Mans), a nie z "klasycznej" linii.